# Barban
Barban (italienisch Barbana d'Istria) ist ein Dorf in der Gespanschaft Istrien, Kroatien. Die Gemeinde hat laut Volkszählung 2021 2491 Einwohner. Barban liegt 28 km nordöstlich von Pula über dem Raša-Tal auf 229 m.

## Geschichte
1374 kam das Dorf unter Habsburger Herrschaft. Von 1508 bis 1516, im Krieg zwischen Österreich und Venedig wurde das Dorf stark zerstört und fiel an Venedig.